# Бронислав (герб)
Бронислав (пол. Bronisław ) — польский дворянский герб.

## Описание
В красном поле две руки в броне, сомкнутые в плечах, и с саблями обнажёнными к взаимному бою; в плечах серебряный полуторный крест, над которым Лелива, то есть золотой полумесяц, с серебряною над ним звездою. В навершии шлема дворянская корона. Герб Бронислав Кузничова внесен в Часть 1 Гербовника дворянских родов Царства Польского, стр. 106.

## Герб используют
Герб вместе с потомственным дворянством пожалован Ивану Кузничову, грамотою Фридриха-Августа Короля Саксонского, Герцога Варшавского, данною 18 Генваря 1812 года.